# Bitwa pod Sokalem (IX 1920)
Bitwa pod Sokalem – część wielkiej bitwy wołyńsko-podolskiej; walki polskiej 10 Dywizji Piechoty gen. Lucjana Żeligowskiego z sowiecką 24 Dywizją Strzelców komdywa Kozyriewa w czasie ofensywy jesiennej wojsk polskich na Ukrainie w okresie wojny polsko-bolszewickiej.

## Geneza
2 września, jeszcze w czasie walk pod Zamościem, Naczelne Dowództwo Wojska Polskiego zdecydowało, iż 3. i 6 Armia, po stosownym przegrupowaniu, około 10 września podejmą większą akcję zaczepną w kierunku wschodnim celem „nie tylko odrzucenia nieprzyjaciela poza granice Małopolski, lecz także rozbicia i zdezorganizowania jego sił tak, aby później można było utrzymać front przy użyciu słabych sił własnych". 3 Armia przystąpiła do działań 10 września. Wstępnym etapem był zagon grupy motorowej mjr. Włodzimierza Bochenka wyprowadzony z Włodawy, który przeprawił się przez Bug i następnego dnia opanował Kowel. Za nim ruszyło natarcie sił głównych armii. Grupa gen. Franciszka Krajowskiego uderzyła czołowo i sforsowawszy Bug, parła forsownym marszem w ogólnym kierunku wzdłuż linii kolejowej Chełm – Kowel. Na południe od grupy gen. Krajowskiego, z obszaru Hrubieszowa w kierunku Łucka, nacierała grupa gen. Stanisława Hallera, a grupa gen. Lucjana Żeligowskiego uderzyła na Sokal.

## Walczące wojska
| Jednostka                        | Dowódca                | Podporządkowanie     |
| Wojsko Polskie                   |                        |                      |
| dowództwo 10 Dywizji Piechoty    | gen. Lucjan Żeligowski | 3 Armia              |
| ⇒ 31 pułk piechoty               | kpt. Mikołaj Bołtuć    | 10 Dywizja Piechoty  |
| ⇒ 30 pułk piechoty               | mjr Kazimierz Jacynik  | 10 Dywizja Piechoty  |
| ⇒ XIX Brygada Piechoty           |                        | 10 Dywizja Piechoty  |
| Armia Czerwona                   |                        |                      |
| dowództwo 24 Dywizji Strzelców   | komdyw Kozyriew        | 12 Armia             |
| ⇒ 70., 71., 72 Brygady Stzrelców |                        | 24 Dywizja Strzelców |

## Walki pod Sokalem
Zgodnie z rozkazem dowódcy 3 Armii gen. Władysława Sikorskiego, Grupa Operacyjna gen. Lucjana Żeligowskiego miała nacierać na Sokal osłaniając się na prawym skrzydle jazdą. Będąca w jej składzie 10 Dywizja Piechoty uderzyła z rejonu Dołhobyczowa. 11 września idący na lewym skrzydle dywizji 30 pułk piechoty mjr. Kazimierza Jacynika napotkał na linii Bugu pod Sokalem silną obronę oddziałów 24 Dywizji Strzelców. Udało mu się jednak utworzyć przyczółek na wschodnim brzegu rzeki. Na prawo od niego nacierał 31 pułk piechoty kpt. Mikołaja Bołtucia. Idąca w szpicy 6 kompania z ppor. Romanem Nowakiem uchwyciła mosty na Bugu na południe od Sokala, a pozostałe kompanie II batalionu utworzyły przyczółek. 12 września oddziały 24 Dywizji Strzelców permanentnie atakowały polskie przyczółki i po zaciętych walkach wyparły Polaków za rzekę.
W kolejnym dniu atakowali Polacy. Od północy uderzyła XIX Brygada Piechoty, od  południa atakował zaś 31 pułk piechoty. I/31 pp uchwycił mosty na Bugu i wdarł się do miasta. Równocześnie III batalion sforsował Bug w bród pod Poturzycą. Działanie batalionów wspierały ogniem karabiny maszynowe rozmieszczone w klasztorze. Oba bataliony opanowały miasto tracąc 87 poległych i rannych. Wzięto 128 jeńców i zdobyto 7 ckm-ów.